# Zeridoneus costalis
Zeridoneus costalis är en insektsart som först beskrevs av Van Duzee 1909.  Zeridoneus costalis ingår i släktet Zeridoneus och familjen Rhyparochromidae. Inga underarter finns listade i Catalogue of Life.